# فهیمه محبی
فهیمه محبی (زاده ۱۳۰۹ - درگذشته ۴ بهمن ۱۳۸۸ تهران) همسر رضا محبی از مؤسسان هوانیروز پیش از انقلاب ایران بود. وی از سال ۱۳۶۶ تا ۱۳۸۸ مدیر دانشنامهٔ تشیع بود که تا کنون ۱۶ جلد از آن به چاپ رسیده‌ است و در زمان مدیریت محبی برنده سیزدهمین جایزه کتاب سال جمهوری اسلامی  شد.

## زندگی در انگلیس
او در سال ۱۳۴۶ و در پی قتل مشکوک شوهرش تصمیم می‌گیرد به همراه دختر و دو پسرش از ایران به انگلستان مهاجرت کند. در آن جا به‌طور اتفاقی با دکتر روزبه -مؤسس مدرسه علوی- آشنا می‌شود که در آن زمان برای معالجه در بیمارستانی در لندن به سر می‌برد. روزبه به او توصیه می‌کند که پسرش سعید یک نابغه است و باید از او مراقبت ویژه‌ای به عمل آید. به گفته خود محبی، این سفارش انگیزه‌ای می‌شود که به فکر کارهای فرهنگی بیفتد و به همین دلیل خانه‌ای به وسعت ۲ هزار متر مربع در انگلیس می‌خرد و آن را به یک مرکز فرهنگی تبدیل می‌کند.

### زندانی شدن در انگلیس
سعید از کودکی به خاطر نحوه قتل پدرش که بنا بر گفته دیگران به وسیله رژیم شاه انجام شده بود، نفرتی از شاه در دل داشت. محبی حتی یکی از علل مهاجرت به انگلستان را اصرار فرزندش بر این که «در جایی که پدرم را کشته‌اند، حتی لحظه‌ای هم نمی‌مانم.» بیان می‌دارد. هنگامی که سعید شانزده سال داشت، خانه را به قصد پیوستن به تظاهرات علیه رژیم شاه ترک می‌کند. چند روز بعد پلیس انگلستان او را اسلحه به دست در مقابل سفارت ایران دستگیر می‌کند و چون محبی قیم فرزندش محسوب می‌شد پای او هم به زندان باز می‌شود. محبی با پرداخت جریمه نقدی پس از چندی از زندان آزاد می‌شود.
در دی ماه ۱۳۵۸ خ. و پس از پیروزی انقلاب ایران او و دو تن از فرزندانش -به جز سعید- از انگلستان اخراج شدند و به ایران بازگشتند. سعید اندکی بعد به بهانه در خطر بودن وطن درس را رها کرد و در سال ۱۳۵۹ بر خلاف میل باطنی مادرش به ایران بازگشت.

## زندگی در ایران
پس از کشته شدن سعید در جنگ ایران و عراق محبی فعالیت‌های عمده‌ای را آغاز کرد. طبق گفته خودش از آن لحظه تصمیم گرفت به جای حرف با عمل جلو برود. او منزلش در انگلیس را فروخت و پول آن را به جبهه‌های جنگ اهدا کرد. خودش نیز برای کمک دائماً به جبهه رفت‌وآمد داشت تا این‌که در سال ۱۳۶۴ پس از بازگشت از خرمشهر در خیابان آپادانای تهران با یک کامیون تصادف کرد. پس از این تصادف و در حالی‌که رفت‌وآمدش به جبهه‌های جنگ کم‌تر شده بود، بنیاد خیریه‌ای را تأسیس کرد. در همین اثنا به دانشنامه تشیع که توسط جمعی از نویسندگان از جمله بها الدین خرمشاهی نگارش می‌شد پیوست. دولت ایران از جلد سوم به بعد از تأمین مالی این دانشنامه خودداری کرد. نقل قولهایی شنیده می‌شد که علت این تغییر رویه دولت، همکاری بعضی از ملی مذهبی‌ها از جمله احمد صدرحاج سید جوادی  با این مرکز بوده که چندی بود دولت با آن‌ها میانه خوشی نداشت. محبی تصمیم گرفت خانه‌ای را که از شوهرش به ارث برده بود بفروشد و خرج دانشنامه کند. او سال‌ها نشر دانشنامه را بدون این‌که ناشر و مجوز مشخصی داشته باشد ادامه داد.
در پی تذکر وزیر فرهنگ و ارشاد وقت احمد مسجد جامعی که به او اعلام کرد برای دریافت سهمیه کاغذ نیاز به داشتن مجوز است، انتشاراتی را به نام فرزندش تحت عنوان «نشر شهید سعید محبی» تأسیس کرد تا بتواند دانشنامه تشیع را با مجوز منتشر کند.

## در نگاه دیگران
بهاءالدین خرمشاهی از ویراستاران دانشنامه تشیع دربارهٔ کمک‌های وی  طی مقاله‌ای در مجله بخارا می‌گوید:

به یاد می‌آورم که چگونه نخستین بار با او آشنا شدم. نخستین جلد دائرةالمعارف تشیع  به همت  احمد صدر حاج سیدجوادی و بنده منتشر شده بود که بنیاد دائرةالمعارف دچار بحران شد و مؤسسه‌ای که پشتیبان مالی آن بود اموالش مصادره گردید. جلد دوم دائرةالمعارف هم آماده شده بود، ولی امکان چاپ و انتشار آن نبود. به کلی مأیوس شده بودیم و ادامه این کار سترگ فرهنگی را که در واقع نخستین دائرةالمعارفی بود که دربارهٔ فرهنگ تشیع به فارسی درمی‌آمد ناممکن می‌دانستیم. در بحبوبه این بحران بود که خانم محبی پای به دفتر دائرةالمعارف تشیع گذاشت، مدیریت آنجا را به عهده گرفت، اموالش را بی‌دریغ در راه تألیف و تدوین و چاپ آن صرف کرد. در واقع یک تنه بار ادامه کار دائرةالمعارف را به دوش کشید، از هیچ چیز فروگذار نکرد، از جان و دل مایه گذاشت، بر مشکلات فائق آمد، با تمام وجود ایثار کرد، به نحوی که تا به امروز ۱۴ جلد از دائرةالمعارف تشیع منتشر شده‌است و این‌همه به همت والای او بود.